# نیمول، کمون الرود
نیمول (به دانمارکی: Nymølle) یک منطقهٔ مسکونی در دانمارک است که در شهر الیراد واقع شده‌است. نیمول ۳۷۵ نفر جمعیت دارد.